# Nevola (fiume)
Il fiume Nevola si forma fra Castelleone di Suasa e Barbara dall'unione di due torrenti: il torrente Fenella, che nasce presso San Giovanni, il torrente Acquaviva, che nasce a Fornace. È lungo 19 km. Nel suo tragitto attraversa i territori dei comuni di Ostra Vetere, Corinaldo e Ripe. Affluente di sinistra del fiume Misa presso Brugnetto. Affluente di destra il fosso delle Ripe.
Da non confondersi con l'omonimo torrente Nevola di Sassoferrato che scorre più a nord e confluisce nel fiume Cesano all'altezza di San Lorenzo in Campo.

## Storia
Lungo le vallate del Misa e del Nevola sono stati rinvenuti numerosi reperti che attestano la presenza di insediamenti umani già a partire dall'età del ferro.